# Таври

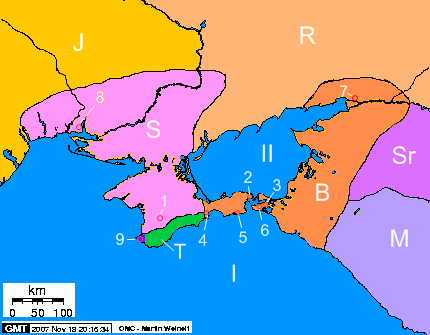
Північне Причорномор'я у II ст. до н. е.
Скіфи в Криму
Боспорське царство
Язиги
Роксолани
Сіраки
Меоти
Таври

Таври, тавроскіфи (грец. Ταύροι, Ταῦροι, επίσης Σκυθοταύροι, Ταύροι Σκύθες, Ταυροσκύθες, Σκυθοταύροι, Ταύροι Σκύθες, лат. Taurus, Tauros) — плем'я, яке у I тисячолітті до н. е. заселяло гірську і підгірську частини Криму; від гір що впираються в Понт, між Керкінітидою і «Херсонесом Скелястим» (Кімерійський Боспор). Перші згадки про таврів — VI ст. до н. е., останні — I ст. н. е.. Після одомашнення биків періоду неоліту (7000-3000 р. до н. е.) на території етнічної України у грецькій «Ταύροι»  та латинській «Tauros» — як «бик» (міфологічний символ) пов'язували з ознакою в давнину войовничих людей, що жили грабунками в Таврії (V ст. до н. е.), за свідченням Геродота, і таке уявлення існувало й у 64 році до н. е. — 23 році н. е. за свідченням Страбона[прояснити]. Тацит свідчив про назву землі таврів у 49 році нашої ери, оповідаючи про загибель частини римських воїнів з префектом когорти через кораблетрощу. Не випадково заіснувала латиномовна назва сузір'я Тельця «Taurus», з яким у давнину ототожнювався Кримський півострів й прилеглі до нього області. Свого часу мала частина кімерійців стала відомою як таври (грец. θεωρούνται ότι υπήρξαν παρακλάδι των Κιμμέριων), що були причетні до закладання греками колонії Кімерик як південно-західного форпосту Боспорського царства (50 км на південь від Керчі). Після навали скіфів (див. «кімерійці») й асиміляції таврів набули назву «тавроскіфи», а Кримський півострів отримав від них старовинну назву Таврія. На таврів мала великий вплив грецька культура та релігія, якою вони переймалися. Першим царем таврів Геродот називав Тоаса, котрий жив близько 1250 р. до н. е.
Хоча спочатку узбережжя Чорного моря було завойоване греками, а потім римлянами, але від таврів залишалася сильна військова загроза в регіоні: Участь у піратстві в Чорному морі, і набіги з їх бази в Балаклаві. І в II столітті до н. е. таври як і греки були васалами й союзниками скіфського царя Скілура, котрі спільно володіли всіма степами Криму, пониззям Дніпра та Південного Буга.

## Перші згадки
Уперше таври згадуються Геродотом (IV. 99,100,102,103,119). Вони фігурують серед тих племен, котрі відмовилися надавати допомогу скіфам у їхній боротьбі проти Дарія
119. Після цього повідомлення скіфів, що прибули сюди, царі племен стали радитися. Думки учасників розділилися: царі гелонів, будинів і савроматів прийшли до згоди й пообіцяли допомогти скіфам. Царі ж агафірсів, неврів, андрофагів, а також меланхленів і таврів дали скіфам таку відповідь: «Якби ви колись не нанесли образи персам і не почали війни з ними, тоді ми порахували б ваше прохання правильним й охоче допомогли б вам. Однак ви без нашої допомоги вторглись у землю персів і володіли нею, поки божество допускало це. Тепер це ж божество на їхній стороні, і перси хочуть відплатити вам тим же. Ми ж і тоді нічим не скривдили цих людей і тепер першими зовсім не будемо ворогувати з ними. Якщо ж перси вступлять і в нашу країну й нападуть на нас, то ми не допустимо цього. Але поки ми цього не бачимо, то залишимося в нашій країні. Нам здається, що перси прийшли не проти нас, а проти своїх кривдників».
За Геродотом таври мешкали у гірській країні, що видається в море між Керкінітідою і Херсонесом Скелястим, тобто між Євпаторією та Керченським півостровом. Згадує варварські звичаї цього народу — приносити в жертву богині Партенос (Діві) мореплавців, які потерпіли на морі, й загалом еллінів, захоплених у відкритому морі. Заняття таврів Геродот обмежив розбоєм та війною.
103. У таврів існують такі звичаї: вони приносять у жертву Діві потерпілих катастрофи мореплавців і всіх еллінів, кого захоплять у відкритому морі в такий спосіб. Спочатку вони вражають приречених дрюком по голові. Потім тіло жертви, за словами одних, скидають зі стрімчака в море, тому що святилище стоїть на крутому стрімчаку, голову ж прибивають до стовпа. Інші, погоджуючись, втім, щодо голови, затверджують, що тіло таври не скидають зі скелі, а віддають землі. Богиня, який вони приносять жертви, по їхніх власних словах, це — дочка Агамемнона Іфігенія. Із захопленими в полон ворогами таври вчиняють так: відрубані голови бранців відносять у будинок, а потім, застромивши їх на довгу тичину, виставляють високо над будинком, звичайно над димоходом. Ці висячі над будинком голови є, за їхніми словами, стражами всього будинку. Живуть таври розбоєм і війною.
Численні археологічні розкопи та згадки грецького історика Геродота свідчать про те, що таври займалися переважно скотарством, у долинах річок — хліборобством, а над морем — рибальством. Хоч культурно відсталі — на рівні мідяної культури (їхні сусіди мали вже залізне знаряддя), таври будували й укріпляли міста, відбивали з успіхом довший час напади ворогів, зокрема римлян. Коли сусідні з ними південні скіфи під тиском сарматів змушені були відступити у Кримські гори, дійшло до змішання таврів зі скіфами, які відомі історії під назвою тавроскіфів. Таври дали також назву Кримському півострову, який довгий час називався Тавридою, Таврикою або Таврією.

## Гіпотези походження таврів
- від теврисків (пов'язані з тиверцями), фракійці (Михайло Артамонов)[4];
- таври — нащадки частини кімерійців (Ф. Браун, М. Еберт, Сергій Жебельов й ін.)[8][14][15], як місцеві аборигени (С. Ф. Стржелецький)[4];
- залишки індоарійців, осілих у Криму (О. Трубачев)[4];
- а можливо це плем'я кавказького походження (Абхази, Черкеси), носії кобанської культури, котрі переселилися до Криму з Північного Кавказу й мали вплив зрубної культури (О. Лесков)[4].

Імовірніше тевриски були частиною таврів (пізніше — тиверці),
- оскільки згідно з Плінієм Старшим близько 350 року до н. е. тевриски (норики) після перетину річки Дунай (з гирла Чорного моря) з Галлії мігрували на північ «Norian»: сучасна Східна Баварія, північна частина провінції Зальцбургу Австрії[16];
- оскільки у 218—201 роках до н. е. тевриски (норики) мігрували за Карпатські гори, до регіону річок Дністер, Буг, Прут у басейн Чорного моря[17], то їх ототожнювали з тавроскіфами.

Амміан Марцеллін у IV столітті нашої ери вказував, що до складу лютого племені таврів входять аріхі, напеї, сінхі (можливо «синди»).

## Мова
Крім таврів у Тавриді в IX—VII століттях до н. е. жили носії іранської мови кімерійці, у протоці між Тавридою й Синдикою (сучасна Тамань), у античних авторів — Кімерійський Боспор. Мала частина яких лишилася в Таврії й асимілювалася зі скіфами після VII століття до н. е. у сприянні іранської мови скіфів (див. «Скіфська мова»), через що виникла їхня нова назва «тавроскіфи». Наприкінці IV ст. до н. е. скіфи зазнали поразки від правителя Фракії Лісімаха, фракійці і кельтські племена галатів тіснили скіфів із заходу, у наслідку чого занепало тавроскіфське господарство та частина землі й племені тавро-скіфів опинилася під впливом влади кельтів і фракійців. Після навали зі сходу у Північне Причорномор'я іраномовних сарматів у II—I ст. до н. е. скіфський союз племен Скіфія остаточно увійшов до складу Сарматії. Пізніші дослідження лінгвістів підтвердили присутність в українській мові слів іраномовного походження та участь скіфів, сарматів у етногенезі українців.
Близько VII століття до н. е. на північному березі Чорного моря заіснували грецькі колонії з носіями грецької мови («Греки в Україні»).
З розвитком торгівлі зустрічалися носії семітської мови з IV ст. до н. е. — II ст. н. е. (див. «Історія євреїв в Україні», «Кримчаки», «Караїми в Україні»).
У повідомленні античного географа V століття нашої ери (Псевдо-Аріан, «Періпл Чорного моря») «таврську мову» названо готською (див. «Кримськоготська мова», «Кримські готи», «Готська мова», «Готи»): період III ст. — ІХ ст. н. е.
Отже, різні джерела різних народів у різні історичні періоди зафіксували події очевидно з реальним життям на Таврії під різними датами про різні племена, тому слід вважати на етногенез з асиміляцією племен у даному регіоні та на об'єктивне формування врешті антів (див. Антський союз), у котрих достеменно відомо науці була більша група слов'янських племен з рештками готів, греків та іранців.

## Археологія
Більшість дослідників ототожнює таврів з  Кизил-кобинською археологічною культурою. 
На території міста Херсонеса були знайдені надгробки із зазначенням причини смерті, що покійний був убитий таврами, а на території Боспорського царства на деяких надгробках було написано, що сам померлий був тавром.
У знайденому в Херсонесі декреті на честь Діофанта, полководця царя Мітрідата VI, що відноситься до II ст. до н. е., згадано, що він підкорив таврів, які жили біля Херсонесу. Згідно з низкою написів початку I ст., цар Боспору Аспург підпорядкував багато навколишніх племен, зокрема і таврів.
Задовго до асиміляції зі скіфами (і утворення етноніму «тавроскіфи») таври вже у V ст. до н. е. ставали навіть членами міських громад грецьких колоній Північного Причорномор'я.
Новітні археологічні розкопки дають підставу стверджувати, що таври були умілими ремісниками, які ще до появи еллінів у Північному Причорномор'ї опанували мистецтва видобування та обробки заліза у великих масштабах. Окрім того, розкопки одного з таврійських храмів у горах на перевалі Гурзуфське сідло, виявили скарби, присвячені суворим давнім богам, які таври здобули як трофеї, успішно воюючи зі, здавалося б, непереможними скіфами і не менш непереможними полководцями Риму. Там же виявлена велика колекція римського бойового спорядження, яка  складається з близько 2.600 речей. Зокрема, зброя, рідкісні речі табірного побуту,  монети, карбовані похідною монетарнею Юлія Цезаря — трофеї таврів у Мітрідатових війнах та наступних конфліктах.

## Тавроскіфи
Тавроскіфи — етнонім, яким у римський час позначали населення внутрішніх районів Криму. Паралельно, але набагато рідше, використовували термін «скіфотаври» — імовірно синонімічний до «тавроскіфи». Поява нових етнонімів відображала етнічні процеси, які відбувалися в Криму після утворення у 2 ст. до н. е. пізньоскіфської держави (див. Скіфи). Вперше їх зафіксував Страбон, який називав таврів «скіфським племенем».
В останні століття до н. е. — перші століття н. е. таври, очевидно, ставали мешканцями пізньоскіфських поселень. Асиміляційні процеси, які породили етнонім «тавроскіфи», розвивалися поступово. Тому боспорські царі й римляни з Херсонеса Таврійського, які воювали зі своїми сусідами, чудово відрізняли таврів від скіфів. Єдиний боспорський напис, де згадуються Т., належить до 3 ст., коли асиміляційні процеси були завершені. Для письменників, котрі жили в перші століття н. е. далеко від Криму (Гай Пліній Старший, Плутарх, Арріан, Клавдій Птолемей та ін.), таври вже не існували, залишалися тільки Т.
Більш-менш конкретна локалізація Т., або скіфотаврів, трапляється лише у двох джерелах. За Гаєм Плінієм Старшим, вони займали пасмо Кримських гір. Під час правління римського імператора Антоніна Пія (138—161) Т. напали на Ольвію. Ольвіополіти звернулися за допомогою до імператора. Римляни спільно з ольвійським ополченням завдали варварам поразки. У результаті Т. уклали невигідний для себя договір, зміцнивши його видачею заручників.
«Тавроскіфами» називали мешканців Криму деякі середньовічні джерела (твори Прокопія Кесарійського, «Житіє Іоанна Готського», «Житіє херсонських мучеників»), але на цей час етнонім перетворився на літературний термін, утративши реальний історичний зміст. Лев Диякон, а вслід за ним інші візантійські. автори (Михаїл Пселл, Анна Комніна, Нікіта Хоніат та ін.) вживали ім'я «тавроскіфи» як один із синонімів «росів» (русі)

## Могильники
Могильники містять кам'яні ящики, в які клали небіжчиків, зазвичай, у скорченому вигляді. Могильники були в вигляді склепів, які використовували довгий час. Кістки попередніх поховань прибирали (залишали лише черепи). Ранньому періоду притаманні горщики, оздоблені гладеньким валиком. В могилі ховали декілька небіжчиків. з середини 7 ст. до н. е. стає поширеним прокреслений орнамент, поєднаний з рельєфним. Кам'яні ящики іноді перекривали насипом. У похованнях у великій кількості трапляються бронзові речі — прикраси, браслети, підвіски та інше, іноді-зброя.

### Довідники
- Храпунов І. М. Таври // Енциклопедія історії України : у 10 т. / редкол.: В. А. Смолій (голова) та ін. ; Інститут історії України НАН України. — К. : Наукова думка, 2013. — Т. 10 : Т — Я. — С. 15. — ISBN 978-966-00-1359-9.
- Храпунов І. М. Тавроскіфи // Енциклопедія історії України : у 10 т. / редкол.: В. А. Смолій (голова) та ін. ; Інститут історії України НАН України. — К. : Наукова думка, 2013. — Т. 10 : Т — Я. — С. 19. — ISBN 978-966-00-1359-9.
- Енциклопедія українознавства : Словникова частина : [в 11 т.] / Наукове товариство імені Шевченка ; гол. ред. проф., д-р Володимир Кубійович. — Париж — Нью-Йорк : Молоде життя, 1955—1995. — ISBN 5-7707-4049-3.

### Книги
- Н. С. Абашина, М. Ю. Відейко, О. В. Гопкало та ін. Том 1. Від кіммерійців до Русі (Х ст. до н. е. — ІХ ст.) // Історія цивілізації. Україна / Т. І. Шкарупа. — Харків : Фоліо, 2019. — Т. 1. — 586 с. — ISBN 978-966-03-8941-0.